# Alcis semiusta
Alcis semiusta là một loài bướm đêm trong họ Geometridae.

## Hình ảnh

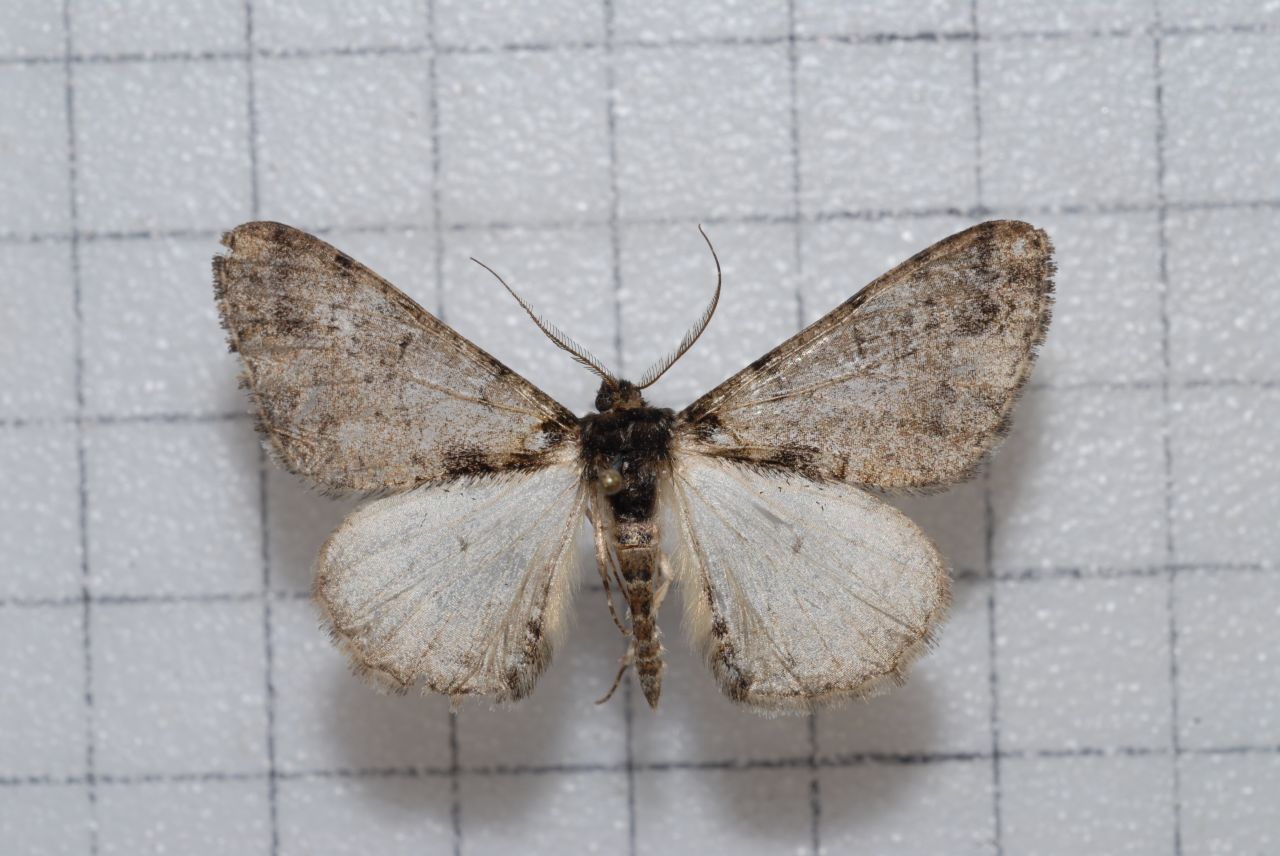
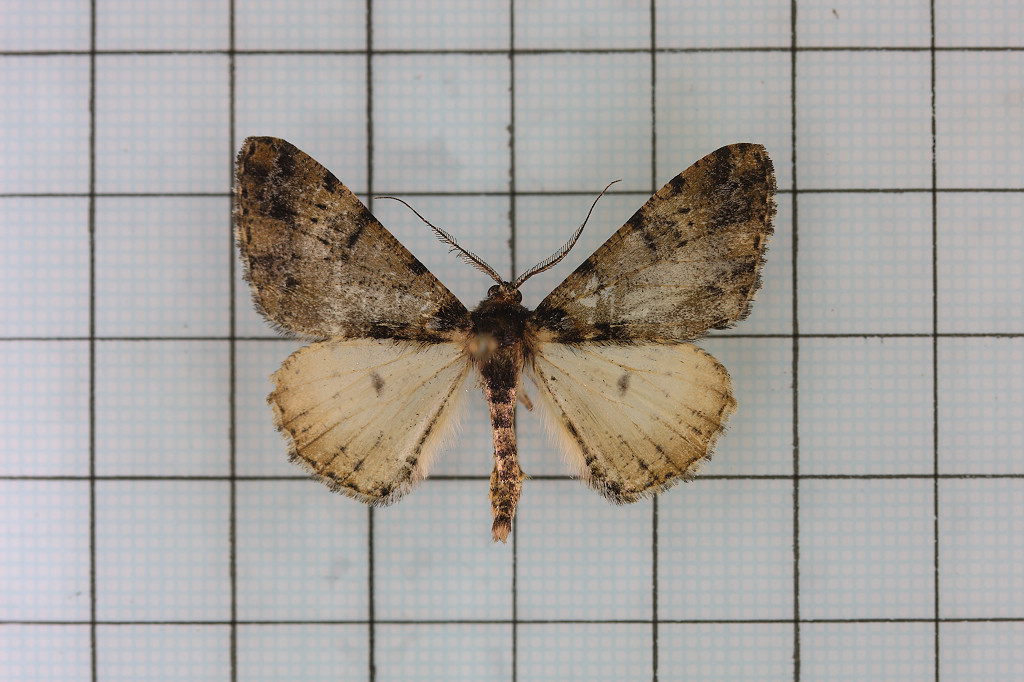
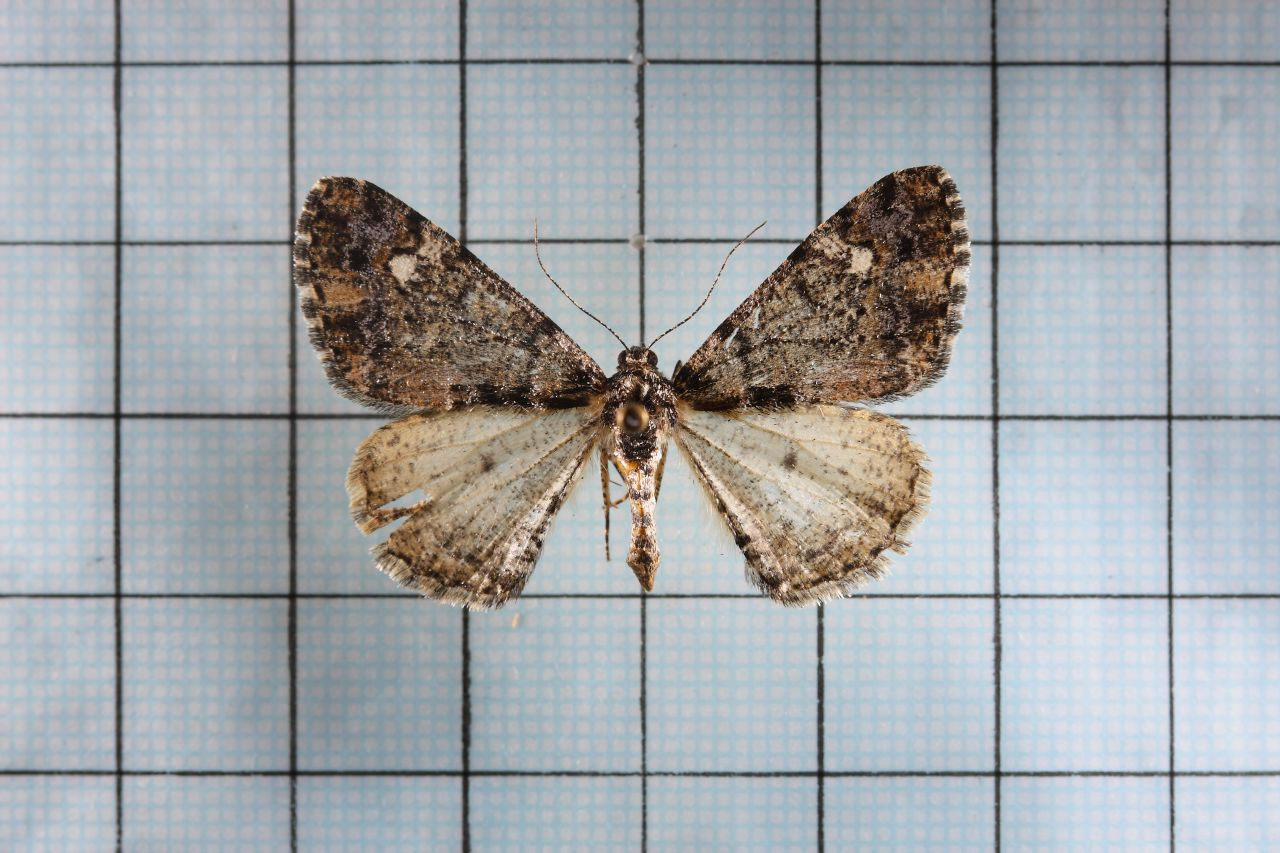
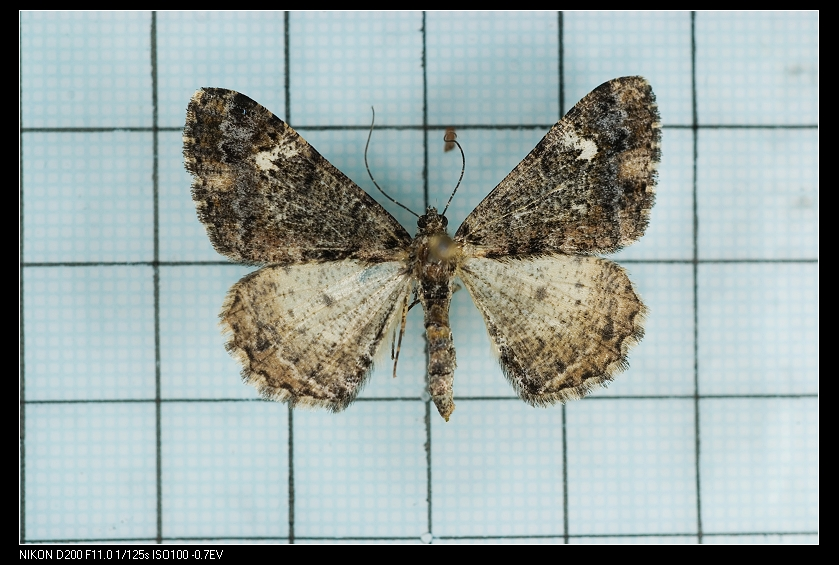